# Ptochophyle gnamptoloma
Ptochophyle gnamptoloma är en fjärilsart som beskrevs av Louis Beethoven Prout 1925. Ptochophyle gnamptoloma ingår i släktet Ptochophyle och familjen mätare. Inga underarter finns listade.